# Prionopsis metallicolor
Prionopsis metallicolor là một loài bọ cánh cứng trong họ Cerambycidae.